# Les Planes (Sant Cugat del Vallès)
Les Planes és un nucli de població del municipi de Sant Cugat del Vallès, al Vallès Occidental. Es troba tocant al nucli del mateix nom del terme municipal de Barcelona, i n'és la part més alta i septentrional del conjunt —d'ambdós nuclis esmentats que tenen mateix nom— el santcugatenc, situat al voltant del turó del Soldat (368 m).